# Eleocharis schenckii
Eleocharis schenckii là loài thực vật có hoa trong họ Cói. Loài này được Boeckeler mô tả khoa học đầu tiên năm 1890.